# Animal Channel
Animal Channel és una pel·lícula d'animació espanyola de 2009 dirigida per Maite Ruiz de Austri. Va guanyar la Medalla d'Or al Festival de Cinema Independent de Houston.

## Sinopsi
La cigonya Cathy i el ratolí Nicolás es guanyen la vida treballant en un cinema, però quan es veuen obligats a tancar-lo, han de buscar una altra ocupació. Amb l'ajuda de la imaginació que els caracteritza, s'armen de valor i es converteixen en reporters d'un nou canal de televisió dirigit per Papà Ratolí. Malgrat les ganes que li posen, són conscients que per a triomfar cal tenir un gran programa que enganxament a l'audiència. I Cathy i Nicolás estan disposats a llançar-se a la fama.

## Producció
És una coproducció entre el País Basc i Extremadura. L'animació s'ha creat a través de la tecnologia flaix, la qual cosa, a més d'economitzar recursos, ha permès obtenir un resultat visual molt atraient per al públic infantil. A causa del seu baix pressupost (1,3 milions d'euros), el seu objectiu mai ha estat competir amb altres produccions del gènere, sinó transmetre als nens valoris tan importants com l'amistat o la capacitat de superació.

## Premis
XXIV Premis Goya
| Categoria                    | Persona                      | Resultat |
| ---------------------------- | ---------------------------- | -------- |
| Millor pel·lícula d'animació | Millor pel·lícula d'animació | Nominada |

## Seqüela
La pel·lícula va gaudir d'una segona part anomenada El tesoro del rey Midas.